# هورتون صدایی می‌شنود!
هورتون صدایی می‌شنود! (به انگلیسی: Horton Hears a Who!) نوشته شده در ۱۹۵۴ یکی دیگر از کتاب‌های کودکان دکتر سوس است. این کتاب دومین کتابی که دربارهٔ هورتون فیل است. اولین کتاب هورتون از تخم مرغ بیرون می‌آید است. تصویرگری این آثار نیز بر عهده دکتر سوس می‌باشد.
هوها بعدها دوباره در کتاب چگونه گرینچ کریسمس را دزدید ظاهر می‌شوند.
کتاب در اوت ۱۹۵۴ به چاپ رسیده است. هرچند این کتاب برای کودکان است ولی دارای مفاهیم فلسفی-اجتماعی نیز هست. فیلمی با همین نام از روی این کتاب در سال ۲۰۰۸ با بازیگری جیم کری و استیو کارل ساخته شد.

## داستان
کتاب داستان هورتون فیل را نقل می‌کند که در پانزدهین روز ماه می در جنگل نول صدای ذره غباری را می‌شنود که با او صحبت می‌کند. معلوم می‌شود که این ذره غبار خود در واقع سیاره‌ای کوچک و خانه شهری به نام «هوویل» است که مردمان میکروسکوپی به نام هوها در آن ساکن هستند.
هوها از هورتون می‌پرسند (هورتون با اینکه آن‌ها را نمی‌بیند صدای آن‌ها را می‌شنود) که آن‌ها را از آسیب‌ها حفظ کند که هورتون با خوشحالی می‌پذیرد و معتقد است که «یک فرد یک فرد است هر چه قد هم که کوچک باشد». وی همچنین به دیگر حیوانات جنگل نیز قضیه را نقل می‌کند ولی چون آن‌ها نمی‌توانند صدای هوها را بشنوند حرف وی را قبول نمی‌کنند. هورتون تصمیم می‌گیرد که ذره غبار را به غاری در بالای کوهی ببرد تا در آنجا در امان باشد. وی در حین انجام این کار توسط دیگر حیوانات به جرم اعتقاد به چیزی که آنها نه می‌توانند ببینند و نه می‌توانند بشنوند مسخره شده و به داخل قفسی رانده می‌شود. رهبرهای اذیت کننده‌های او ولد ولدیکوف (یک لاشخور) ٫ برادران ویکرشم (دو میمون) و یک کانگرو هستند. هورتون به هوها می‌گویید که اگر نمی خواهنند در روغن بیزلنات بجوشند باید کاری کنند تا دیگر حیوانات صدای آن‌ها را بشنوند. هوها این کار با هم صدایی همه شهروندان هوویل انجام می‌دهند و درستی این گفته را که «یک فرد یک فرد است هر چه قد هم که کوچک باشد» را محکم می‌کند.
حیوانات جنگل که حالا حرف هورتون را باور کرده‌اند و از وجود هوویل آگاه گشته‌اند عهد می‌کنند که از هوویل مراقبت کنند.